# Vivadixiesubmarinetransmissionplot
Vivadixiesubmarinetransmissionplot es el álbum debut de la banda indie de rock Sparklehorse, lanzado en agosto de 1995  por Capitol Records.
El álbum fue grabado en gran parte con músicos de la banda Cracker, en la cual Mark Linkous trabajó en su tiempo como técnico de guitarra, roadie y a veces colaborador. La mayoría del álbum estuvo producido y grabado junto a David Lowery, bajo el seudónimo David Charles.

## Detrás de escena
La historia de Vivadixiesubmarinetransmissionplot empezó a finales de los 80s, cuándo Mark Linkous, guitarrista y cantante de la banda Dancing Hoods de Los Ángeles, se reubicó en Richmond, Virginia en un intento de hacer frente a su drogadicción y pasar página. En ese tiempo, Linkous tuvo todo tipo de problemas menos la intención de dejar su carrera musical: "estaba harto con la escena musical. Era tan asqueroso [en Los Ángeles]. Aquello fue el pico del glam rock. Se suponía que bandas como Poison eran importantes."
Al llegar a Richmond, Linkous empezó a tocar música con su hermano Mate, quién vivía en la ciudad, y otros músicos locales, incluyendo un grupo de música irlandesa tradicional. Se encontró sumergido en los sonidos puros de la música antigua, y fue inspirado de manera suficiente por su honestidad para realizar un esfuerzo en reinventar su composiciones. Como él dijo en la revista Rolling Stone en 1999, "Aquel periodo fue el de abandonar muchas cosas, de empezar de cero y de aprender a escribir otra vez - de aprender a crear arte del 'sudor y las lagrimas."
La pasión de Linkous por hacer música fue también reavivada de escuchar a Tom Waits; él una vez enunció los álbumes Swordfishtrombones, Rain Dogs y Bone Machine como el "mapa de ruta" para Vivadixie. Y en una entrevista en 2006, recordó una grabación de Waits cantando una canción de Gavin Bryars "Jesus' Blood Never Failed Me Yet" como la canción que "salvó un poco mi vida cuando me había rendido" [de hacer música]."
En su salón de práctica en Richmond—localizado dentro de un club de música antiguo llamado la Mezquita—Linkous conoció al exmiembro de Camper Van Beethoven, David Lowery. Al igual que Linkous, Lowery también se había trasladado recientemente a Richmond.  Estaba en el proceso de formar una banda nueva llamada Cracker, y abriendo su estudio de grabación Sound of Music, donde tendría lugar más tarde la grabación de Vivadixie.
El título inusual del álbum provino de un sueño que tuvo Linkous -  lo describió siendo "acerca del General Lee dejando detrás un submarino tosco en la Guerra Civil, y [en el sueño]  podía escuchar una banda antigua tocando en su interior, todo distorsionado por el agua".

## Grabación
Las primeras grabaciones que se hicieron bajo el nombre Sparklehorse ocurrieron cuándo Lowery viajó a un tour y dejó un compilado de ocho tracks en la casa de Linkous.
Vivadixie presentó una mezcla de canciones viejas que Linkous había escrito años antes de ("Someday I Will Treat You Good") y otras que fueron escritas horas antes de que fueran incluidas ("Cow" y "Weird Sisters"). La canción "Spirit Ditch" incluye un mensaje de teléfono de la madre de Linkous. Negándose a grabar un solo de guitarra para la canción, Linkous en cambio descubrió lo que quería para la sección media de la tonada cuándo  llamó a su casa para comprobar sus mensajes. Las letras de "Spirit Ditch" incluye la línea "la risa del caballo está arrastrando pianos al océano", la cual fue inspirada en una escena de la filmación de Luis Buñuel, Un chien andalou.
A pesar de haber explicado el sonido propio del álbum admitiendo que "no sabía lo que estaba haciendo", Linkous usó a propósito sonidos encontrados durante su grabación – esto incluye sonidos que encontró en otras grabaciones, sonidos que él mismo grabó y, en una instancia ("Ballad of a Cold Lost Marble") el sonido que hacía cuando la guitarra estaba conectada al amplificador dañado.
Se utilizó una caja de ritmos en algunas canciones en lugar de una batería en vivo. En una biografía de la banda, Linkous enlistó en broma como "Al Esis" al fabricante de la caja de ritmos Alesis .

## Lista de canciones
Todas las canciones escritas y compuestas por Mark Linkous. 
| N.º | Título                          | Duración |  |
| 1.  | «Homecoming Queen»              | 3:36     |  |
| 2.  | «Weird Sisters»                 | 5:00     |  |
| 3.  | «850 Double Pumper Holley»      | 0:36     |  |
| 4.  | «Rainmaker»                     | 3:47     |  |
| 5.  | «Spirit Ditch»                  | 3:24     |  |
| 6.  | «Tears on Fresh Fruit»          | 2:08     |  |
| 7.  | «Saturday»                      | 2:27     |  |
| 8.  | «Cow»                           | 7:05     |  |
| 9.  | «Little Bastard Choo Choo»      | 0:47     |  |
| 10. | «Hammering the Cramps»          | 2:49     |  |
| 11. | «Most Beautiful Widow in Town»  | 3:19     |  |
| 12. | «Heart of Darkness»             | 1:52     |  |
| 13. | «Ballad of a Cold Lost Marble»  | 0:45     |  |
| 14. | «Someday I Will Treat You Good» | 3:42     |  |
| 15. | «Sad & Beautiful World»         | 3:33     |  |
| 16. | «Gasoline Horseys»              | 2:40     |  |

| Vinyl bonus tracks |                       |          |  |
| N.º                | Título                | Duración |  |
| 17.                | «Waiting for Nothing» | 2:28     |  |
| 18.                | «Happy Place»         | 2:17     |  |

## Personal
- Mark Linkous – vocals, instrumentos múltiples, producción, ingeniería, mezcla
- David Lowery (acreditado como "David Charles") – bajos, tambores, guitarra (nylon), guitarra (eléctrico), teclados, ingeniería, mezcla, producción
- Johnny Hott – tambores, percusión
- Bob Rupe – bajos, voces
- Paul Watson – guitarra
- Mike Lucas – pedal
- Armistead Wellford – Bajos
- David Bush – tambores
- Dennis Arenque – vibraphone, ingeniería, mezcla, producción

Técnicos
- John Moran – mezcla
- Howie Weinberg – masterización